# Фосфід індію
Фосфід індію (InP) — хімічна сполука індію та фосфору. Важливий прямозонний напівпровідник із шириною забороненої зони 1,34 еВ при температурі 300 K. Він має гранецентровану кубічну («цинкову») кристалічну структуру, ідентичну структурі GaAs і більшості напівпровідників групи III—V.

## Виробництво
Фосфід індію можна одержати реакцією білого фосфору та йодиду індію при 400 °C, також прямим поєднанням очищених елементів при високій температурі та тиску або термічним розкладанням суміші триалкіл-індію та фосфіну.

## Використання
Використовується для створення надвисокочастотних транзисторів, діодів Ганна. Тверді розчини на основі InP використовуються для створення світлодіодів, лазерних діодів, лавинних фотодіодів. На основі фосфіду індію виробляють квантові точки, що використовуються при створенні дисплеїв. Поверхня фосфіду індію використовується для вивчення низьковимірних структур.

### Високошвидкіснаоптоелектроніка
InP використовується як підкладка для епітаксіальних оптоелектронних пристроїв на основі інших напівпровідників, як-от арсеніди індію і галію. Пристрої містять псевдоморфні гетероперехідні біполярні транзистори, які можуть працювати на частоті 604 ГГц. Сам InP має пряму заборонену зону, що робить його корисним для оптоелектронних пристроїв, як-от лазерні діоди та фотонні інтегральні схеми для індустрії оптичних телекомунікацій, щоб забезпечити застосування мультиплексування за довжиною хвилі. За високочастотними властивостями перевершує арсенід галію.

## Галерея

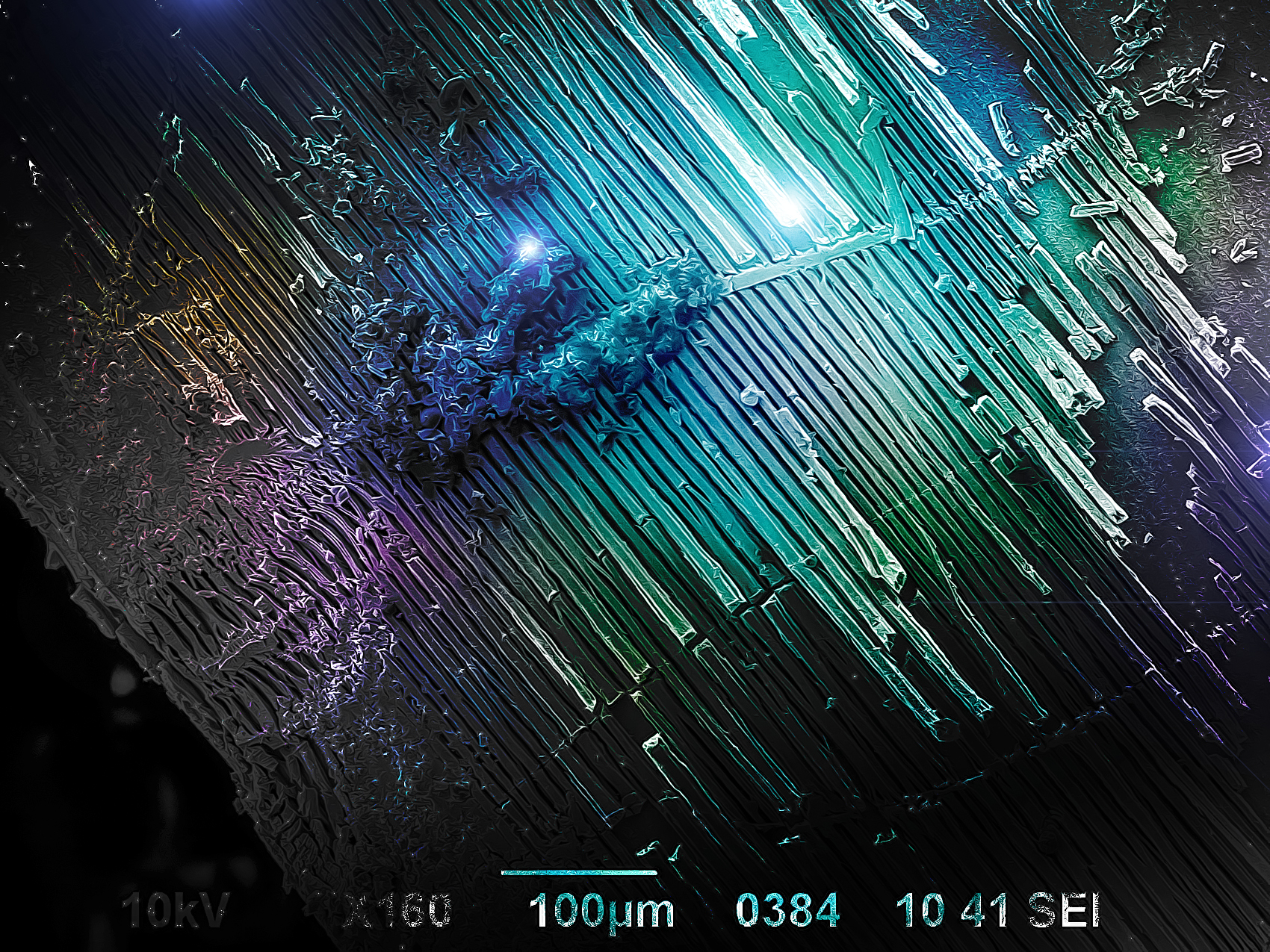
Морфологія текстурованої пластини фосфіду індію. Збільшення у 160 разів.
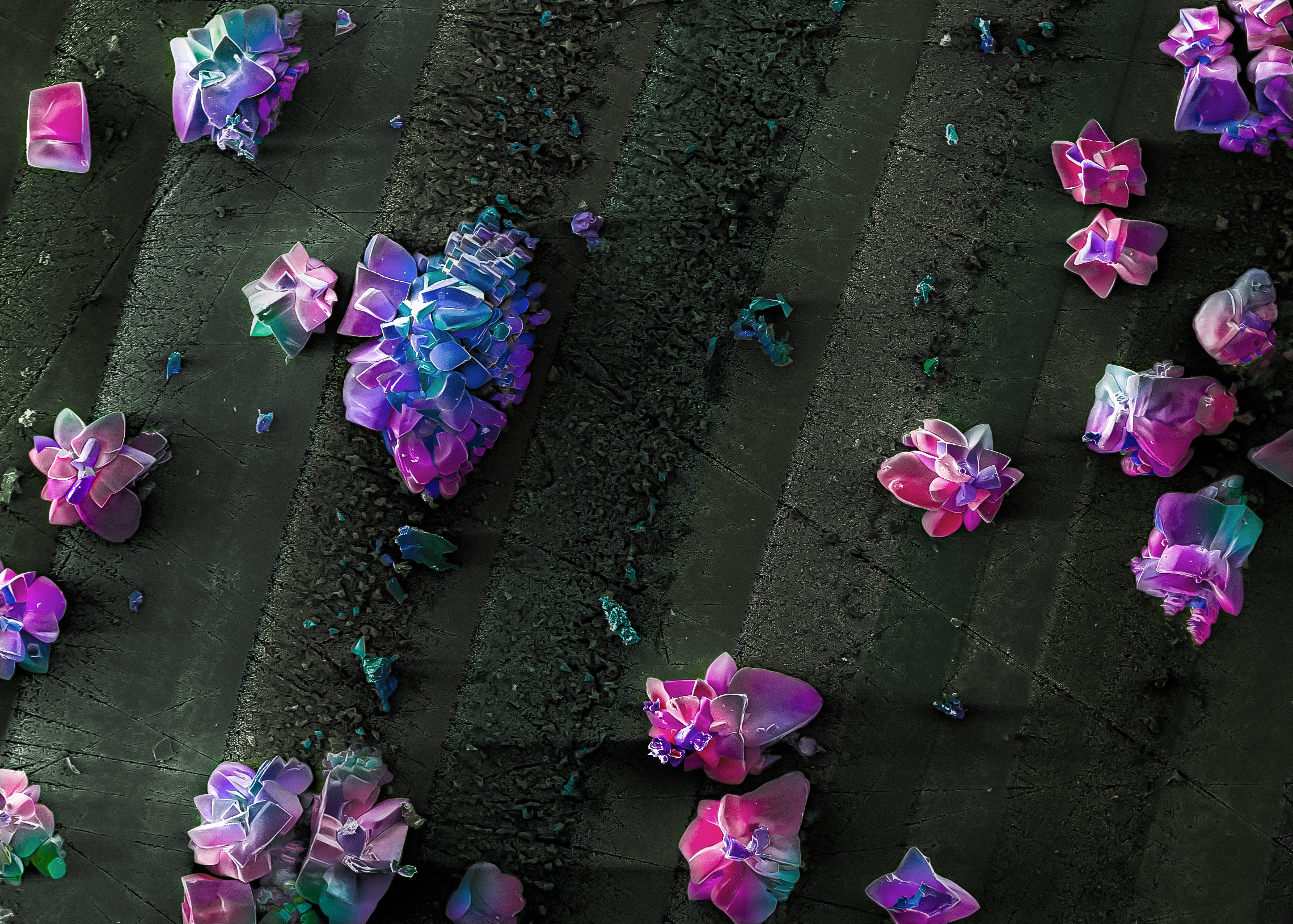
Поверхня нанокристалічного фосфіду індію, отриманого методом електрохімічного травлення. Збільшення у 100 разів.
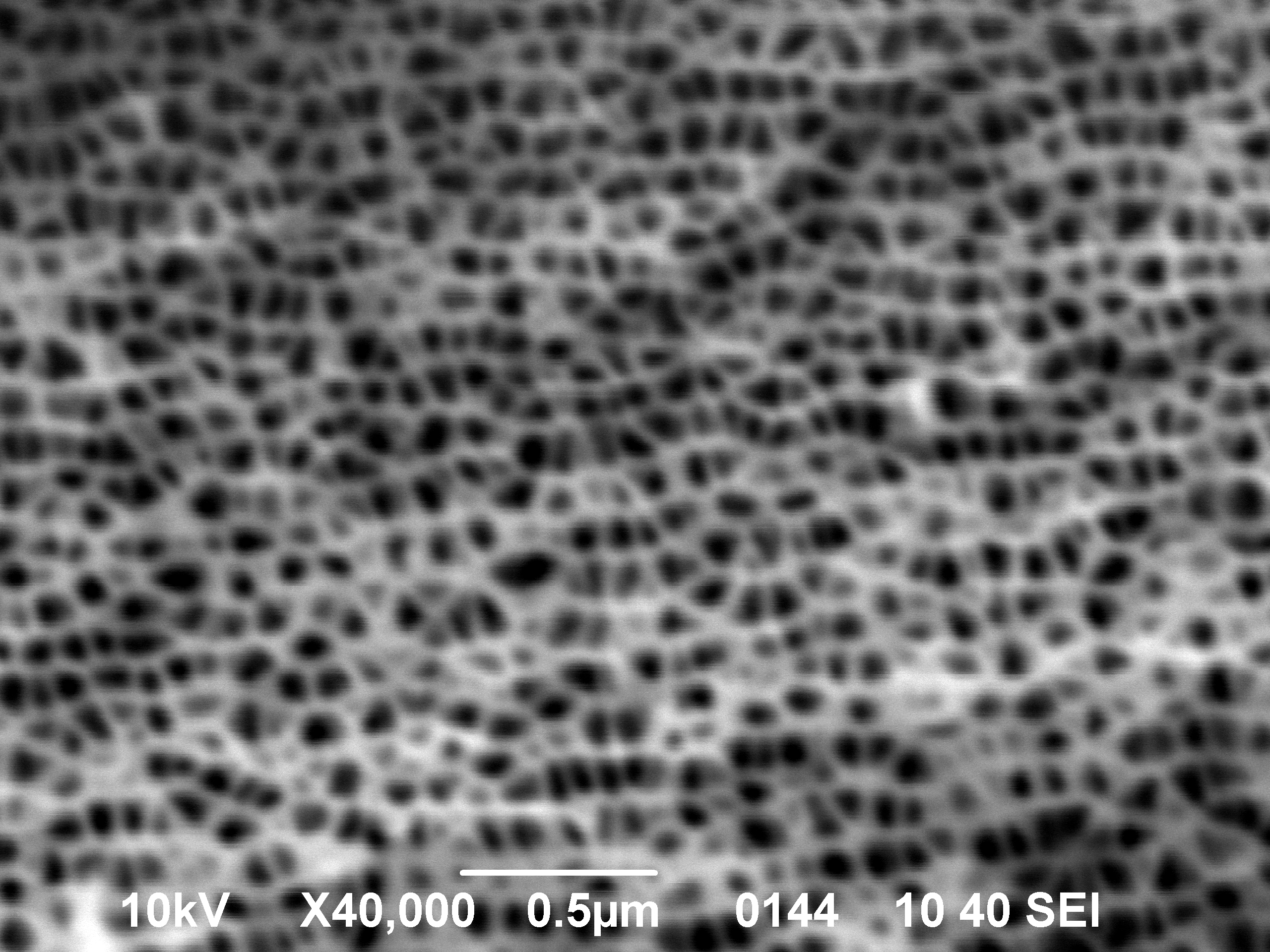
Мікрофотографія пористого фосфіду індію. Збільшення у 40 000 разів.